# Kaziny
Kaziny – wieś sołecka w Polsce położona w województwie świętokrzyskim, w powiecie jędrzejowskim, w gminie Wodzisław.
W latach 1975–1998 miejscowość administracyjnie należała do województwa kieleckiego.

## Historia
Wieś  w  wieku XIX położona  w ówczesnym powiecie jędrzejowskim, gminie Wodzisław, parafii Piotrkowice.
Spis powszechny w roku 1921 wykazał w Kazinach 23 domy i 179 mieszkańców.